# Bahnhof Mannheim-Käfertal
Der Bahnhof Mannheim-Käfertal ist ein Durchgangsbahnhof im Mannheimer Stadtteil Käfertal. Der Bahnhof hat drei Bahnsteiggleise.

## Geschichte
Am 29. Mai 1869 eröffnete der großherzoglich-hessische Ministerpräsident Reinhard Carl Friedrich von Dalwigk die Riedbahn von Darmstadt über Goddelau und Biblis bis zum Bahnhof Rosengarten auf der Ostseite des Rheins gegenüber von Worms. Im Oktober 1879 wurde der Abzweig von Biblis über Waldhof in die Mannheimer Neckarstadt verlängert, wo sie im Bahnhof Mannheim-Neckarstadt, nördlich der heutigen Kurpfalzbrücke, endete.
1880 war eine Umfahrung Mannheims mit einer Trasse über Käfertal und die Rheintalbahn fertiggestellt. Nun konnten die Züge der Riedbahn auf einem Bogen nach Süden durchgehend bis zum Mannheimer Hauptbahnhof fahren. An dieser Umfahrung wurde der Bahnhof Käferthal-Wohlgelegen angelegt. Er wurde zum 1. November 1904 in Mannheim-Käferthal umbezeichnet und zum 1. Mai 1907 in Mannheim-Käfertal. Am 19. Februar 1916 wurde im Bahnhof ein fünftes, knapp 700 m langes Überholungsgleis in Betrieb genommen.
1887 errichtete die Mannheim-Weinheimer-Heidelberg-Mannheimer Eisenbahn, ab 1911 Oberrheinische Eisenbahn-Gesellschaft, südlich des Bahnhofes einen Übergabebahnhof, mit Umladegleis und Umsetzgleis, nach Aufnahme des Rollbockverkehrs auch einer Rollbockgrube. Das Gleis der Schmalspurbahn verlief vor dem Bahnhof bis zur Mannheimer Straße, wo bis 1903 die Schmalspurbahn die Staatsbahn höhengleich kreuzte. Der Übergabebahnhof und das Gleis in der Mannheimer Straße wurden 1971 aufgegeben und in der Folge entfernt.
Am 2. Juni 1985 ging die westliche Einführung der Riedbahn (WER) in Betrieb. Da die meisten Züge nun über den Mannheimer Westen zum Mannheimer Hauptbahnhof fuhren, verlor der Bahnhof Mannheim-Käfertal seine Bedeutung für den Personenverkehr. Im Fahrplanjahr 2019 hielt nur ein einziges Zugpaar der Linie RB 62 auf der Strecke Karlsruhe Hbf–Waghäusel–Mannheim Hbf–Lampertheim–Biblis am Bahnhof Mannheim-Käfertal. Im Güterverkehr wird die Strecke zwischen Mannheim-Waldhof, Mannheim-Käfertal und Mannheim Hbf mit täglich 180 Zugpaaren regelmäßig genutzt, da kurz hinter dem Bahnhof die Mannheimer Industriehafenbahn von der Riedbahn abzweigt und diese Strecke vom Rangierbahnhof aus zur Riedbahn nicht durch den Hauptbahnhof führt.
Das baden-württembergische Umwelt- und Verkehrsministerium kündigte 2011 eine Ertüchtigung für den S-Bahn-Verkehr an. Bis Anfang 2023 wurden die Bahnsteige auf 76 cm über Schienenoberkante angehoben und auf über 200 m verlängert und der Bahnhof mit Aufzügen ausgestattet.

## Verkehr

### Regionalverkehr
Im Jahr 1914 hielten im Bahnhof im Personenverkehr 22 Nahverkehrszüge der Relation Mannheim – Frankfurt sowie sieben Nahverkehrszüge zwischen Mannheim und Worms, im Jahr 1944 waren es noch 21 Züge.
In späteren Jahren bis 2018 bediente DB Regio den Bahnhof im Personenverkehr ausschließlich werktags außer samstags mit dem einzelnen Zug 38852 der Linie RB 2, der nur in einer Richtung von Karlsruhe nach Biblis fuhr. Seit dem Fahrplanwechsel im Dezember 2018 hielt am Bahnhof montags bis freitags in der Hauptverkehrszeit ein Zugpaar der Linie RB 2 Biblis – Karlsruhe. Der Zug 38895 in Richtung Karlsruhe fuhr jedoch nur von Mannheim-Waldhof nach Mannheim Hbf. Seit Dezember 2022 hält die Linie S8 in der HVZ in Mannheim-Käfertal.
| Linie | Strecke                                                                    | Takt      |
| ----- | -------------------------------------------------------------------------- | --------- |
| S 8   | Mannheim Hbf – Mannheim-Käfertal – Mannheim-Waldhof – Lampertheim – Biblis | Mo–Fr HVZ |

### Anbindung an den städtischen Nahverkehr
Direkt vor dem Bahnhof Mannheim-Käfertal befindet sich die Bushaltestelle Käfertal DB-Bahnhof (im Unterschied zum Bahnhof der OEG in Käfertal, welchen die rnv als Käfertal Bahnhof bezeichnet), an welcher die Buslinien 45, 50, 58 und 64 halten und den Bahnhof mit verschiedenen Mannheimer Stadtteilen verbinden.
| Linie | Strecke                                                                           | Takt Mo–Fr       | Takt Sa      | Takt So      |
| ----- | --------------------------------------------------------------------------------- | ---------------- | ------------ | ------------ |
| 45    | Rheinau Karlsplatz – Käfertal DB Bahnhof – Waldhof Bahnhof                        | 20 Minuten       | kein Betrieb | kein Betrieb |
| 50    | Neckarau West – Käfertal DB Bahnhof – Waldhof Bahnhof – Schönau – Sandhofen       | 20 Minuten       | 20 Minuten   | 20 Minuten   |
| 58    | BASF Friesenheimer Insel – Öllager – Luzenberg – Käfertal DB Bahnhof – Feudenheim | nur in der HVZ   | kein Betrieb | kein Betrieb |
| 64    | MA Hauptbahnhof – Fahrlach – Käfertal DB Bahnhof – Käfertal Bahnhof               | Einzelne Fahrten | kein Betrieb | kein Betrieb |

Unter der Personenunterführung hindurch, gelangt man zur Bushaltestelle Käfertaler Straße, an welcher die Buslinien 60 und 61 halten.
Über einen kurzen Fußweg Richtung Norden gelangt man zur Stadtbahnstation Boveristraße, an welcher die Stadtbahnlinien 5, 5A und 15 der Straßenbahn Mannheim/Ludwigshafen halten und den Bahnhof wiederum mit der Mannheimer Innenstadt, Viernheim, Weinheim, Edingen-Neckarhausen und Heidelberg verbinden.